# こども家庭庁長官官房
こども家庭庁長官官房（こどもかていちょうちょうかんかんぼう）はこども家庭庁に置かれている官房。

## 概要
小学校就学前のこどもに関する政策についての企画立案や行政の総合調整を担っている。

## 組織
- 総務課
  - 経理室
  - 企画官
  - 人事調査官
  - サイバーセキュリティ・情報化企画官
- 公文書監理官
- 参事官（会計担当）
- 参事官（日本版DBS担当）
- 参事官（総合政策担当）
- 少子化対策企画官

## 官房長
| 氏名     | 出身省庁 | 就任年月日              | 前職                               |
| -------- | -------- | ----------------------- | ---------------------------------- |
| 小宮義之 | 大蔵省   | 2023年（令和5年）4月1日 | 内閣官房こども家庭庁設立準備室長   |
| 中村英正 | 大蔵省   | 2024年（令和6年）7月5日 | 財務省大臣官房審議官（主税局担当） |
| 藤原朋子 | 厚生省   | 2025年（令和7年）7月8日 | こども家庭庁成育局長               |